# Heterochelus placatus
Heterochelus placatus är en skalbaggsart som beskrevs av Louis Albert Péringuey 1902. Heterochelus placatus ingår i släktet Heterochelus och familjen Melolonthidae. Inga underarter finns listade i Catalogue of Life.